# Zaježová
Zaježová je část obce Pliešovce. V minulosti[kdy?] byla součástí tzv. Pliešovských lazů. Od konce padesátých let 20. století do roku 1991 tvořila samostatnou obec. Následně se opět stala součásti obce Pliešovce, přičemž tvoří samostatné katastrální území. Žije zde cca 200 obyvatel, většinou důchodců, i když v posledních letech se sem stěhují i mladé rodiny z měst.
Místní názvy lazů, tedy menších skupin domů, jsou: Bukovina, Polomy, Kořínky, Podrimáň, Římané, Blýskavica, Podsekier, Sekier, Dolinky, Dubina, Podlysec.
Pramení zde řeka Krupinica a potok Rimánská strouha. Nachází se zde také nejvyšší bod pohoří Javorie.
Působí zde občanské sdružení Pospolitost pro harmonický život, které se mimo jiné zaměřuje také na rozvoj zaježovských a okolních lazů.